# UNI Opole
L'UNI Opole è una società pallavolistica femminile polacca con sede a Opole: milita nel campionato di Liga Siatkówki Kobiet.

## Storia
L'UNI Opole viene fondata nel 2016. Nella stagione 2016-17 esordisce in II liga: chiude al primo posto ottenendo la promozione in I liga, categoria dove esordisce nell'annata 2017-18; nella stassa stagione partecipa per la prima volta alla Coppa di Polonia, uscendo alla fase a gironi.
Al termine del campionato 2020-21, grazie al primo posto in classifica, viene promossa nella in Liga Siatkówki Kobiet: debutta nella massima divisione polacca nella stagione 2021-22.

## Rosa 2022-2023
| N° | Nome                | Ruolo | Data di nascita   | Nazionalità sportiva |
| -- | ------------------- | ----- | ----------------- | -------------------- |
| 2  | Marta Orzyłowska    | C     | 8 gennaio 1998    | Polonia              |
| 3  | Kinga Stronias      | S     | 22 aprile 1997    | Polonia              |
| 6  | Lana Conceição      | S     | 8 dicembre 1996   | Brasile              |
| 7  | Vivian Pellegrino   | C     | 31 maggio 1985    | Brasile              |
| 8  | Izabela Bałucka     | C     | 14 gennaio 1993   | Polonia              |
| 9  | Pola Janicka        | P     | 3 marzo 2004      | Polonia              |
| 10 | Natalia Kecher      | C     | 1º febbraio 2004  | Polonia              |
| 13 | Adriana Adamek      | L     | 23 settembre 1998 | Polonia              |
| 15 | Amelia Senica       | S     | 31 dicembre 2004  | Polonia              |
| 17 | Gabriela Makarowska | P     | 23 gennaio 2000   | Polonia              |
| 18 | Oliwia Sieradzka    | O     | 22 dicembre 1997  | Polonia              |
| 24 | Anastasija Černucha | O     | 15 aprile 1995    | Ucraina              |